# ده‌اشکنان
ده‌اشکنان، روستایی از توابع بخش الوار گرمسیری شهرستان اندیمشک در استان خوزستان ایران است.
این روستا در مجاورت ایستگاه بالارود شمالی قرار دارد.
که در گذشته محل زندگی بیش از ۷۰ خانوار بوده‌است که شغل اکثر آن‌ها دامداری و کشاورزی بوده‌است.
هم‌اکنون از این روستا یک مدرسه قدیمی به جا مانده‌است.

## جمعیت
این روستا در دهستان حسینیه قرار دارد و براساس سرشماری مرکز آمار ایران در سال ۱۳۹۵، جمعیت آن کمتر از ۳ خانوار بوده‌است.